# Justus Henning Böhmer

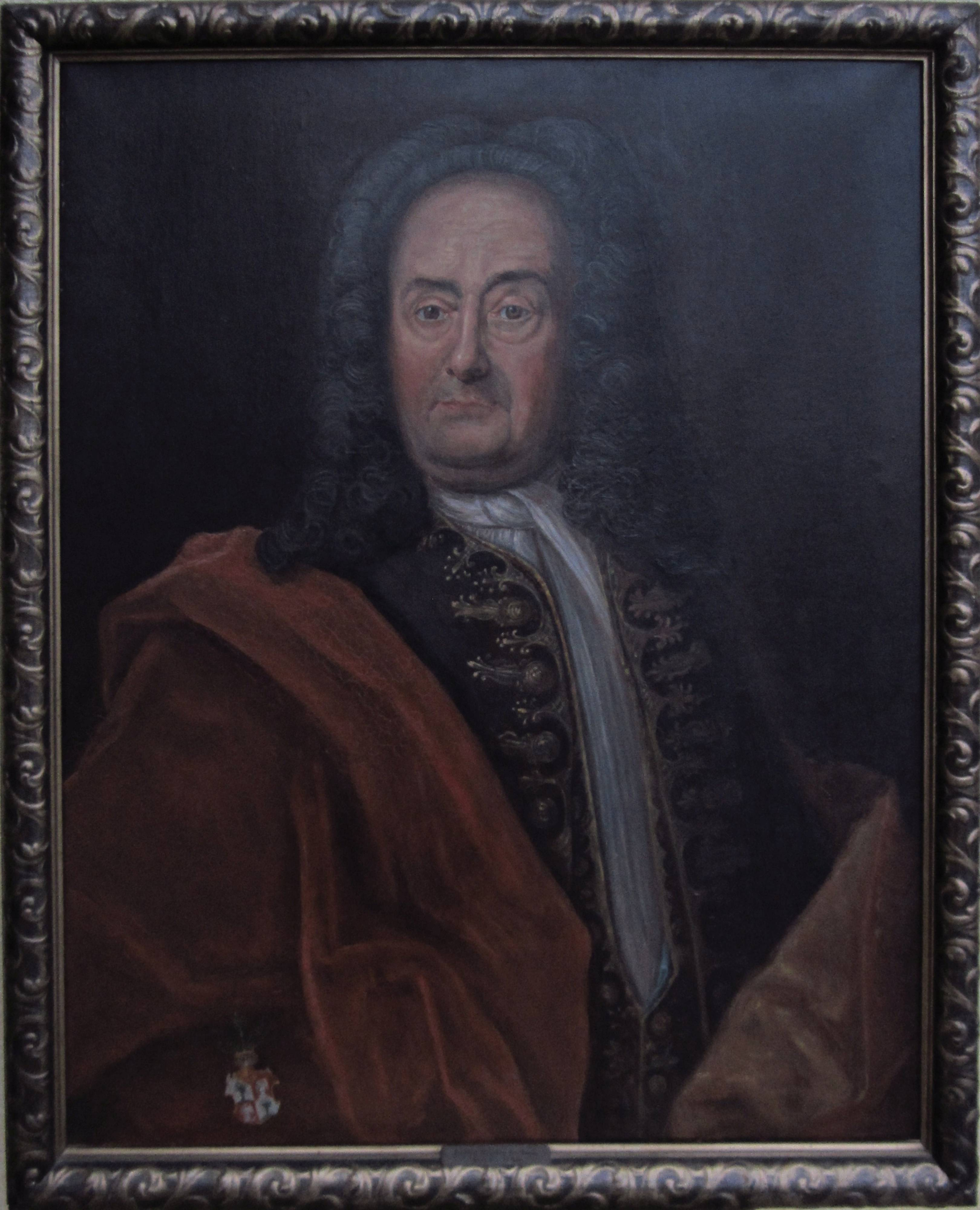
Justus (Jobst) Henning Böhmer

Justus (Jobst) Henning Böhmer (* 29. Januar 1674 in Hannover; † 23. August 1749 in Halle; auch Boehmer) war ein deutscher Rechtswissenschaftler, Kirchenrechtsgelehrter, Geheimer Rat, Hofrat und Hofpfalzgraf sowie Regierungskanzler des Herzogtums Magdeburg.

## Leben
Justus Henning Böhmer wurde im Gebäude des – damaligen – Hauses Osterstraße 49 in Hannover geboren als Sohn des kaiserlichen Notars und Rechtskonsulenten Valentin Böhmer (1634–1704) und der Anna Margarethe Schirmer (1640–1714) sowie Bruder der Kirchenlieddichterin Maria Magdalena Böhmer. Er war der erste maßgebliche Rechtsgelehrte der Juristenfamilie Böhmer/Boehmer/von Boehmer, die im 18. und 19. Jahrhundert zu den sogenannten Hübschen Familien in Kurhannover und im frühen Königreich Hannover gehörte.

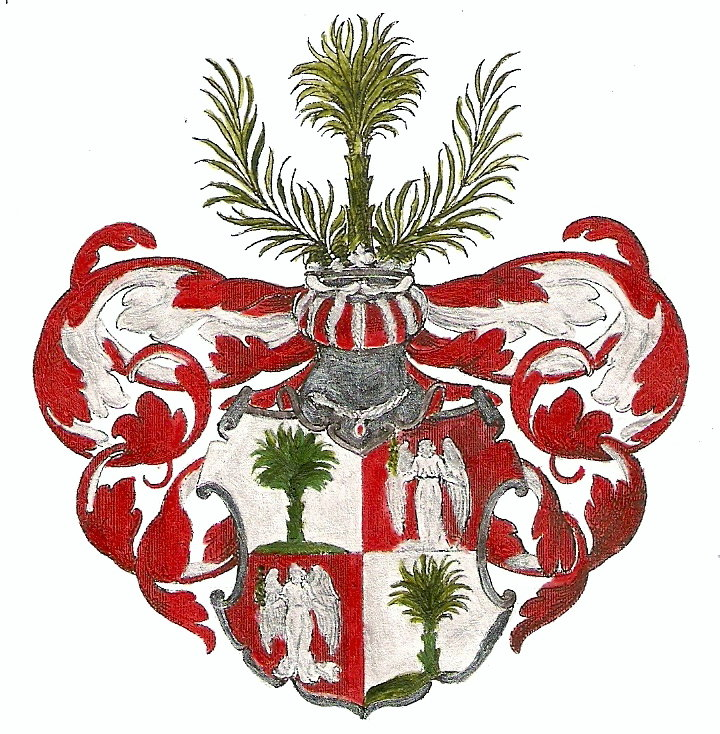
Wappen des Hofpfalzgrafen Justus Henning Böhmer

Nach seiner Schulzeit in der Stadtschule von Hannover, wo er besonders in den alten Sprachen unterrichtet worden war, immatrikulierte sich Justus Henning Böhmer 1693 an der Universität Jena, wo er Rechtswissenschaften unter anderem bei Nikolaus Christoph Lyncker studierte, aber auch Vorlesungen in Philosophie und Theologie besuchte. Unter dem Vorsitz von Professor Wildvogel disputierte Böhmer 1695 über seine erste Dissertation. Anschließend war er zunächst als Advokat in seiner Heimatstadt Hannover tätig, was ihn aber nicht sonderlich ausfüllte.
Im Jahr 1697 nahm er daher das Angebot an, als Hofmeister an die Universität Rinteln zu kommen, wo er jungen Adeligen erste Vorlesungen gab. Wenige Monate später zog es ihn zur 1694 gegründeten Martin-Luther-Universität Halle, wo er sich bei Christian Thomasius, Johann Franz Buddeus und Samuel Stryk auf seine zweite Dissertation vorbereitete, die er am 27. August 1699 mit dem Lizentiat für das weltliche und Kirchen-Recht (beider Rechte, „Juris Utriusque“) erfolgreich abschloss.
Es schloss sich wieder eine Zeit der üblichen Vorlesungstätigkeit an, bis er als Mentor des jungen Grafen Heinrich Georg von Waldeck Kontakt zum preußischen Königshof in Berlin und dem dortigen Ministerium bekam. Bei dieser Gelegenheit soll er „sich bey denen königl. Ministern dergestalt insinuiert“, also auf sich aufmerksam gemacht haben, dass er am 27. Juli 1701 zum außerordentlichen Professor in Halle ernannt wurde, wo er am 11. August die Doktorwürde empfing. Stryk, seinem alten Mentor und mittlerweile preußischen Geheimrat und Dekan der juristischen Fakultät, hatte Böhmer es zu verdanken, dass er am 9. Dezember 1704 zu dessen Adjutanten und am 24. November 1711 zum ordentlichen Professor der Fakultät ernannt wurde. Fünf Jahre nach dem Tod von Stryk erhielt Böhmer am 29. Juni 1715 dessen Professur der Institutionen und des Lehnsrechts und wurde zum königlich-preußischen Hofrat ernannt.

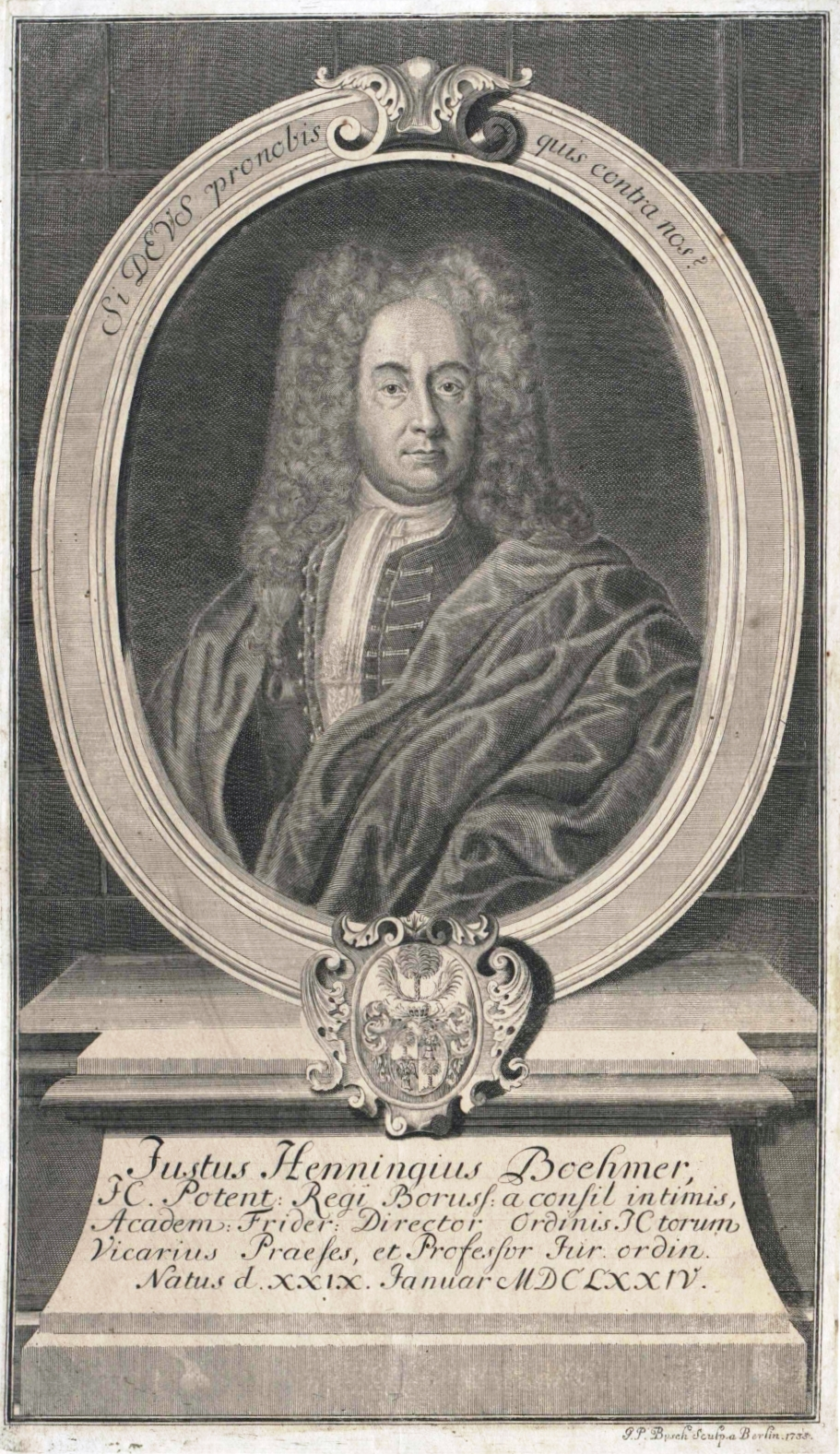
Justus Henning Boehmer, Stich von Georg Paul Busch (1733)

Am 16. August des gleichen Jahres verlieh ihm Reichsfürst Christian Wilhelm von Schwarzburg-Sondershausen im Auftrag Kaisers Karl VI. für „seine persönliche Verdienste im Dienste des Königs von Preußen“ gegen eine Gebühr von 100 Specie-Dukaten die (nicht erblichen) Privilegien des kleinen Palatinats, erhob ihn also zum „Kayserlichen Pfaltz- und Hoffgraffen“. Dabei wurden ihm in der Ernennungsurkunde, der comitiva minor, wie damals üblich eine Reihe eigentlich dem Kaiser vorbehaltener exekutiver und judikativer Rechte übertragen, die er nun im Namen des Kaisers ausüben durfte und deren Behinderung durch Dritte strafbewehrt war:
- Ernennung und Vereidigung von Notaren, Richtern und öffentlichen Schreibern
- Legitimieren unehelich Geborener oder aus unzulässiger „Vermischung“ Entstandener sowie deren Verheiratung, sodass sie alle weltlichen und geistlichen Rechte wie legitim ehelich Geborene erhalten
- Anfertigen, Beglaubigen und Besiegeln von Abschriften
- Bestätigen, Bestellen und Absetzen von Vormündern, Pflegern u. ä.
- Bestätigen, Einsetzen und Beenden von Adoptionen, Leibeigenschaften und Dienstverpflichtungen
- Bestätigen von zivilrechtlichen Verträgen und Veräußerungen unter Privatleuten
- Abändern und Auflösen von Entscheidungen der freiwilligen Gerichtsbarkeit
- Rehabilitieren und Wiedereinsetzen in die vorigen Rechte von Personen, die (zu Recht oder Unrecht) ihres guten Rufs und ihrer bürgerlichen Rechte verlustig gegangen waren
- Ernennen von Kandidaten der Rechts- und Arzneimittelkunde zu doctores bullati („Bullendoktoren“) oder Lizenziaten, von Studenten der Freien Künste zu Magistern („Bullenmagistern“) und Bakkalaureaten sowie Auszeichnen mit der „Dichterkrone“ (poetas laureati)
- Verleihen von erblichen Wappen und weiteren heraldischen Zeichen an Personen mit dem Recht, diese Zeichen bei öffentlichen Veranstaltungen und rechtlichen Vorgängen zu zeigen und zu nutzen

Aufgrund seiner wiederholten Funktion als Prorektor der Universität Halle sollte Böhmer später jeweils auch hierdurch Amt und Würde eines Hofpfalzgrafen haben. Die Verleihung solcher Privilegien im Namen des Kaisers wurde allerdings durch den königlichen Landesherrn als Eingriff in seine Rechte empfunden, ihre Ausübung daher argwöhnisch kontrolliert. So drückte König Friedrich Wilhelm I. 1716 in einem Schreiben an die Magdeburger Regierung sein Missfallen aus, dass Böhmer eine „Ehefrau zu legitimiren sich angemaßet“ habe, obwohl schon seit einigen Jahren verfügt worden sei, dass derartiges in seinem Land keinem Hofpfalzgrafen gestattet sei. Insgesamt verblieb Böhmer aber in der Gnade des preußischen Königs: Der beförderte ihn am 23. Mai 1719 zum Geheimen Rat und ernannte ihn schließlich am 25. Mai 1731 zum Direktor der Universität und Vizeordinarius der Juristenfakultät in Halle, nachdem er den König mittels eines vom König selbst in Auftrag gegebenen Gutachtens von der Bedeutung dieser Universität überzeugt hatte. Mit diesen Gunstbeweisen wollte der preußische König Böhmer an Halle und somit an Preußen binden, da Wien sich im Gegenzug ständig bemühte, ihn für eigene Zwecke abzuwerben. So sollte er 1724 die freigewordene Stelle als Reichshofrat und Nachfolger von Nikolaus Christoph Lyncker in Wien antreten, Böhmer lehnte dies aber als überzeugter Preuße dankend ab. Auch weitere Angebote der Universitäten in Bern, Kiel, Helmstedt, Frankfurt/Oder, Tübingen oder Celle konnten Böhmer nicht von seiner Treue zu Halle abbringen. An seiner statt empfahl Justus Henning Böhmer dem Kurator der Universität Göttingen, Gerlach Adolph Freiherr von Münchhausen, der um 1710 bei ihm in Halle studiert hatte, seinen Sohn Georg Ludwig Böhmer sowie dem preußischen Minister Samuel von Cocceji seinen Sohn Johann Samuel Friedrich Böhmer an die Universität Frankfurt/Oder (Viadrina) zu übernehmen.
Nach dem Tod des Regierungskanzlers Johann Peter von Ludewig wurde Justus Henning Böhmer am 14. Dezember 1743 mit dem Amt des Regierungskanzlers des Herzogtums Magdeburg betraut und gleichzeitig zum Ordinarius der Juristenfakultät befördert. Doch nur wenige Jahre später, etwa ein Jahr nach dem Tode seines Sohnes Karl August, starb er am 23. August 1749 nach einem heftigen Schlaganfall. Er wurde begraben auf dem aus dem 16. Jahrhundert stammenden Stadtgottesacker zu Halle, einem der wenigen Renaissance-Friedhöfe Deutschlands, in dem Gruftbogen Nr. 78.

## Juristische Verdienste
Justus Henning Böhmer zeichnete sich nicht nur durch seine ausgezeichnete Gelehrsamkeit, sondern auch durch seine tiefe religiöse Empfindung aus. So textete er, vorrangig in jüngeren Jahren, einige bedeutsame Kirchenlieder, die in Johann Anastasius Freylinghausens Geistreiche Gesangbücher im Jahre 1704 veröffentlicht wurden.
Auf juristischem Gebiet konzentrierte Böhmer sich neben dem Zivilrecht schwerpunktmäßig auf Kirchenrecht und war anfangs Anhänger und Vorkämpfer des vorherrschenden Territorialsystems und damit der Reichsunmittelbarkeit mit seiner theokratisch geprägten Rechts- und Staatsauffassung, wonach jedes Staatsoberhaupt auch geistliche Gewalt besitzt. In späteren Jahren vertrat er eine Tendenz zum landesherrlichen Recht basierend auf dem natürlichen Recht sowie zum Kollegialismus, welches schließlich vor allem seine Söhne Johann Samuel Friedrich und Georg Ludwig mit weiteren Reformschritten modifizierten. In seinen großen Werken über das Kirchenrecht wie das fünfbändige Jus eccelsiasticum protestantium, welches die erste systematische Darstellung des evangelischen Kirchenrechts enthält, bezog er sich zwar noch auf das überlieferte kanonische Recht, reformierte es aber für die protestantische Kirche dahingehend, dass die Grundsätze der Reformation von vorreformatorischen Prinzipien und Widerständen und starrer Orthodoxie sowie von reinem Dogmatismus, sowohl der vorreformatorischen als auch der reformatorischen Richtung, verschont blieben. Mitten im Zeitalter der Aufklärung und beeinflusst von dessen Strömungen vertrat er dabei an Stelle eines religiös-gläubigen Fundamentalismus von Rechtssätzen eine zunehmend kritische und wissenschaftliche Entwicklung.

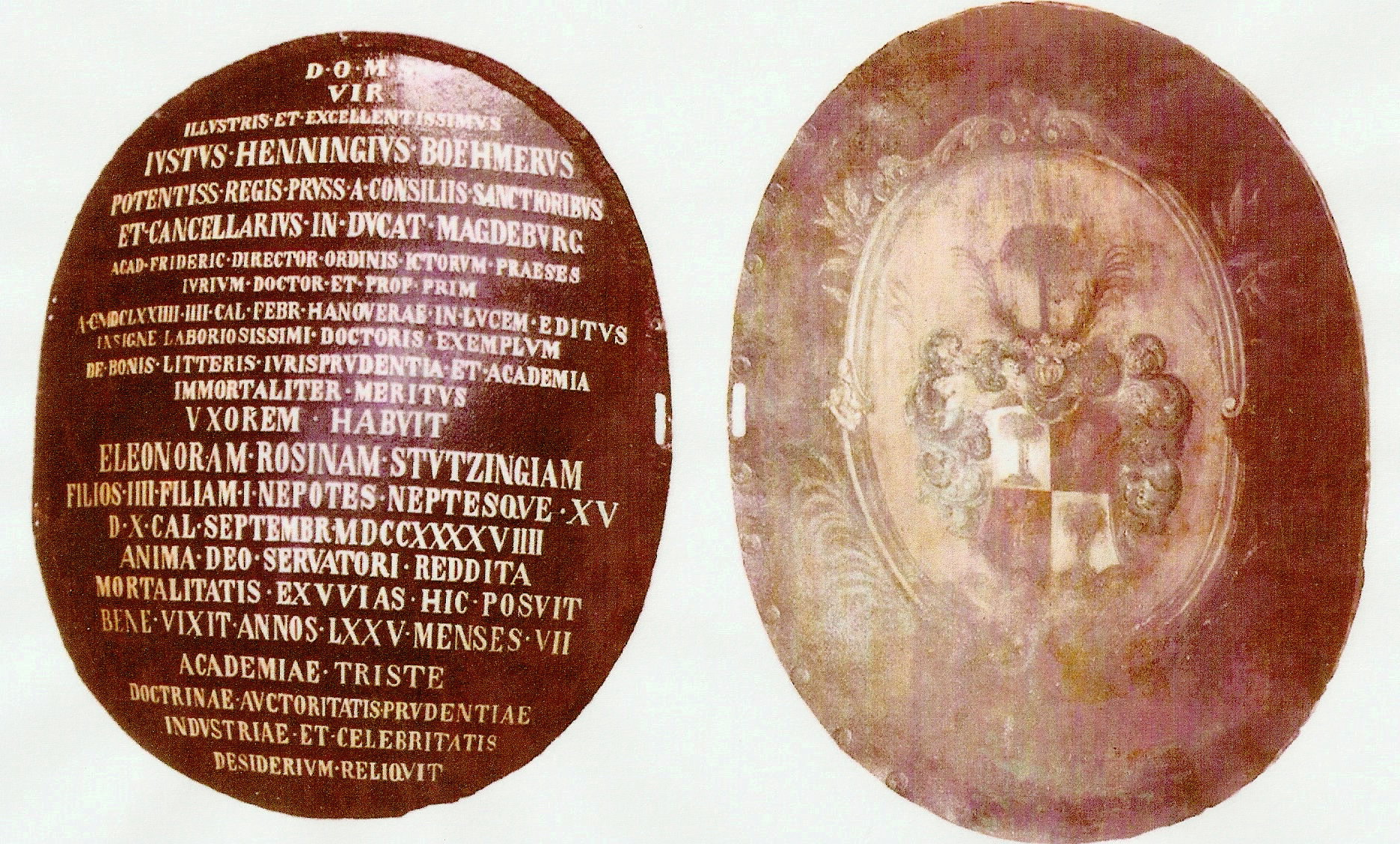
Schilde an der Gruft Nr. 78 von Justus Henning Böhmer

Böhmers Methoden und Auffassungen beherrschten das gesamte evangelische Kirchenrecht des 18. Jahrhunderts und waren Grundlage für weitere Reformen bis in die Gegenwartszeit. Dabei vermied er bewusst eine Zerreißprobe und einen Bruch mit den konservativen Zeitgenossen, sondern er versuchte stets ausgleichend und überzeugend für eine geschichtliche Evolution, anstelle einer ungestümen Revolution zu werben. Hinzu kommen eine Vielzahl von Dissertationen, unter denen sich bedeutende Arbeiten befinden, so unter dem Titel einer Dissertationensammlung XII Dissertationes a iuris ecclesiastici antiqui, eine etwa 500 Seiten starke Rechtsgeschichte der frühen Kirche.
Nicht minder waren dabei seine Erfolge in dem Bereich des Zivilrechtes. In seinem Hauptwerk Introductio in jus digestorum, ein Pandekten-Kompendium, welches sich bis in das 20. Jahrhundert behauptete, befreit er das geltende deutsche Recht von den Einflüssen des alten römischen Rechts und bereitet damit die Grundlagen für das Allgemeine Landrecht für die preußischen Staaten vor. Mit seiner Introductio in ius publicum universale wurde er einer der Mitbegründer des naturrechtlichen Allgemeinen Staatsrechts in Deutschland. Er galt damit als einer der bedeutenden Vertreter des usus modernus pandectarum.
Eine Fülle weiterer wichtiger und beachtenswerter zivil- und kirchenrechtlicher Werke und mehr als 1500 Gutachten sind aus seiner Feder entstanden, die teilweise später von seinem Sohn Georg Ludwig Böhmer, der sich ebenfalls unter anderem mit dem Kirchenrecht befasst hatte, in dem Sammelwerk Exercitationes ad pandectas posthum veröffentlicht wurden.
Sein Zeitgenosse Christoph Weidlich bemerkte im Jahre 1748, dass Böhmer „ohnstreitig der größte Rechtsgelehrte“ sei. Hans Liermann zählte Böhmer „zu den Klassikern des evangelischen Kirchenrechts, dem er kanonisch-rechtlich und historisch eine feste theoretische Grundlage geschaffen hat“. Bei R. W. Dove heißt es: „Boehmer’s Methode und Material beherrschen die gesamte Behandlung des evangelischen Kirchenrechts des 18.Jahrhunderts“. Peter Landau meint, dass Böhmer „aufgrund des rechtshistorischen Niveaus seiner Werke vielleicht der bedeutendste deutsche Rechtsgelehrte des 18.Jahrhunderts“ überhaupt gewesen sei.

## Familie

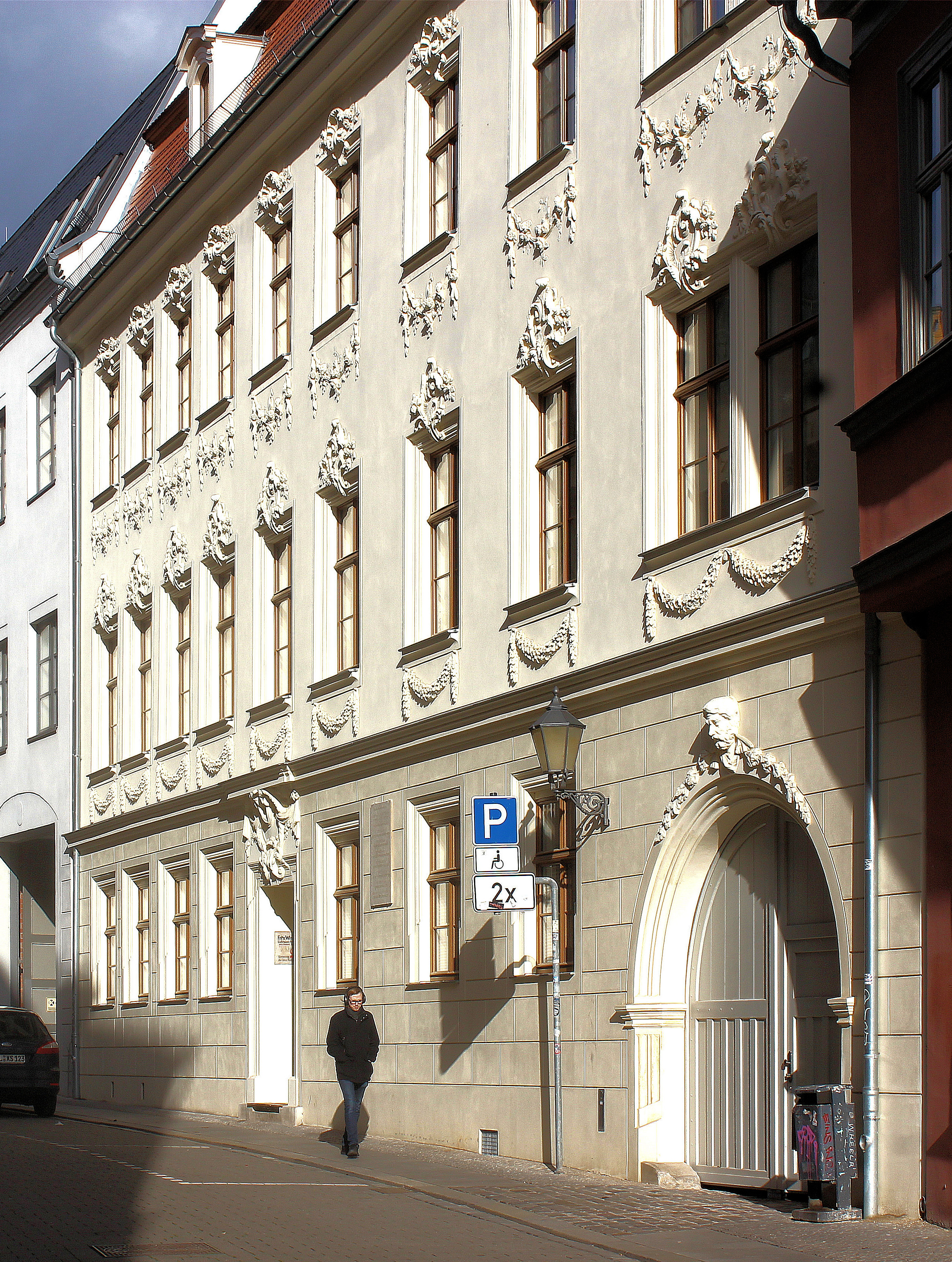
Wohnhaus der Familie Böhmer – Große Märkerstraße Nr. 5 in Halle an der Saale (Zustand 2023)

Justus Henning Böhmer war verheiratet mit Eleonore Rosine Stützing (1679–1739), Tochter des Kämmereisekretärs und Pfänners Johann Gotthilf Stützing (1647–1700) und seiner Frau Dorothea Hahn. Mit ihr hatte er fünf Kinder, vier Söhne und eine Tochter Eleonore Sophie von Böhmer (1709–1710), die mit 14 Monaten verstarb. Drei seiner Söhne, nämlich Johann Samuel Friedrich von Böhmer (1704–1772), Karl August von Böhmer (1707–1748) und Georg Ludwig Böhmer (1715–1797), schlugen ebenfalls die Laufbahn der Rechtswissenschaften ein, während der vierte Sohn Philipp Adolph Böhmer (1711–1789) Professor für Medizin und Anatomie sowie Leibarzt von König Friedrich Wilhelm II. von Preußen wurde.
Im Jahre 1717 erwarb Justus Henning Böhmer das stattliche Haus in der Großen Märkerstraße Nummer 5 zu Halle, welches er nach seinem Tode seinem Sohn Philipp Adolf vererbte. Das unter Denkmalschutz stehende Haus wurde 2008 von der Stadt Halle aufgekauft, die es mangels Finanzmittel jedoch weiter verfallen ließ. Nachdem die Stadt das Haus 2016 wieder verkaufte, wurde es mit Fördermitteln denkmalgerecht restauriert und saniert und in Eigentumswohnungen aufgeteilt.

## Werke (Auswahl)
- Jus parochiale. Waisenhaus, Halle 1701. (Digitalisat der 5. Ausgabe 1738)
- Ius parochiale ad fundamenta genuina reuocatum a spuriis principiis repurgatum atque ita adornatum vt ius ecclesiaticum protestantium illustrare et vsum modernum libri tertii Decretalium quoad praecipuas materias ostendere queat. Adiecto indice triplici et supplemento. Waisenhaus, Halle 1701. (Digitalisat der Ausg. 1721)
- Introductio in Ius Digestorum, Sensum Pariter Ac Usum Hodiernum Singularum Doctrinarum Succincte Exhibens ; Accesserunt Tituli De Verborum Significatione Et Regulis Iuris Ad Seriem Materiarum Ordine Alphabetico Congesti. Cum Duplici Indice. Waisenhaus, Halle 1704. (Digitalisat der 8. Ausg. 1752)
- Jus ecclesiasticum protestantium. 5 Bände. Halle 1714.
- Dispvtatio Ivridica De Codicilis Absqve Restibvs Validis. Halle 1723. (Digitalisat)
- XII Dissertationes iuris ecclesiastici antiqui ad Plinium Secundum et Tertullianum. Waisenhaus, Halle 1729. (Digitalisat der Editio secunda)
- Usus moderni Strykiani continuatio…. Halle 1733.
- Institutiones iuris canonici tum ecclesiastici tum pontificii ad methodum Decretalium nec non ad fora catholicorum atque protestantium compositae. Adiecto duplici indice. Waisenhaus, Halle 1738. (Digitalisat)
- Corpus iuris canonici, opus uno volumine absolutum. (Bearb. von Emil Ludwig Richter) Kayser, Leipzig 1833. (Digitalisat)
- Introductio in ius publicum universale, Ex genuinis iuris naturae principiis deductum et in usum iuris publici particularis quarumcunque rerumpublicarum adornatum. Waisenhaus, Halle 1726. (Digitalisat)
- Ivsti Henningii Boehmeri, IC. ... Introdvctio In Ivs Pvblicvm Vniversale Ex Genvinis Ivris Naturae Principiis Dedvctum, Et In Vsvm Icris Pvblici Particvlaris Qvarvmcvnqve Rervmpvblicarvm Adornatvm, Adiecto Indice Dvplici. 1758 (Digitalisat)